# Лейк Форест (Калифорния)
Лейк Форест (на английски: Lake Forest) е град в окръг Ориндж в щата Калифорния, САЩ.
Лейк Форест е с население от 58 707 жители (2000) и обща площ от 32,70 км² (12,60 мили). Получава статут на град на 20 декември 1991 г. Лейк Форест е кръстен на две езера, които се намират в пределите на града.